# Unitarismus in den Vereinigten Staaten
Der Unitarismus in den Vereinigten Staaten entwickelte sich im Wesentlichen wie in England. Ausgangspunkt war die Etablierung einer antitrinitarischen Theologie, die sich seit der Zeit der Aufklärung unter dem Einfluss des Sozinianismus und Rationalismus ausbreitete. Im Verlauf des 19. Jahrhunderts begannen sich Teile des Unitarismus unter dem Einfluss des Idealismus und Transzendentalismus zu öffnen, so dass sich ein Teil des nordamerikanischen Unitarismus vom Christentum löste. Eine wesentliche Rolle spielte hierbei die Aufnahme der Ergebnisse der vergleichenden Religionswissenschaft. Schwerpunkt des amerikanischen Unitarismus war im frühen 18. Jahrhundert vor allem Neuengland.
In der zweiten Hälfte des 20. Jahrhunderts vereinigte sich die unitarische Kirche Nordamerikas mit der universalistischen; seitdem tritt sie als Unitarian Universalist Association (UUA) auf. Die Unitarier-Universalisten (UU) verstehen sich nicht mehr notwendigerweise als christlich, ohne jedoch christliche Ansätze völlig auszuschließen. Viele heutige Unitarier sind somit im theologischen Sinne nicht mehr unitarisch. Neuere Gegenbewegungen betonen dagegen wieder stärker das christliche Element des Unitarismus wie auch des Universalismus.

## Geschichte
Die Entwicklung des nordamerikanischen Unitarismus kann grob in vier Phasen unterteilt werden. In der ersten Phase bis etwa 1782/1800 entstanden erste antitrinitarische/unitarische Ansätze. In der zweiten Phase von etwa 1782/1800 bis 1835 entstand eine Reihe unitarischer Kirchengemeinden. Diese Zeit war vor allem von einer Hinwendung zum Antitrinitarismus, zu Philanthropie, zum praktischen Christentum sowie zum christlichen Rationalismus und Supranaturalismus geprägt. Der Unitarismus war stark durch die englische Philosophie beeinflusst. Prominenter Vertreter dieser Phase war William Ellery Channing. In der dritten Phase von etwa 1835 bis 1885 machte sich vor allem der Einfluss des Transzendentalismus bemerkbar, der zeitweise zu einer Polarisierung zwischen einer eher interreligiös-rationalistischen und einer weiterhin christlich-antitrinitarischen Position führte. Die vierte Phase begann etwa 1885 und zeichnete sich durch eine Konsolidierung der Kirchengemeinschaft, ebenso aber auch durch eine bis heute anhaltende Öffnung für nicht-christliche Inhalte aus, insbesondere nach dem Zusammenschluss mit den amerikanischen Universalisten.

### Antitrinitarismus und früher Unitarismus
Bereits vor dem Unabhängigkeitskrieg zeigten sich vereinzelte Fälle des Antitrinitarismus. Auch der aus der französischen Aufklärung kommende Deismus verbreitete sich. Eine feste Organisationsstruktur gab es jedoch noch nicht. Doch schon in der Mitte des 18. Jahrhunderts übernahmen zahlreiche Theologen in Neuengland eine im Wesentlichen antritrinitarisch-unitarische Positionierung. Prominentester Vertreter war Jonathan Mayhew (1720–1766), der von 1747 bis 1766 als Pastor an der West Church in Boston wirkte. Er verkündete die strikte Einigkeit Gottes, die Subordination (Unterordnung) Christi unter den Vater und die Erlösung durch die Schrift.
Charles Chauncy (1705–1787), Pastor der First Church von 1727 bis zu seinem Tod und Hauptgegner des reformierten Predigers Jonathan Edwards im Great Awakening, war sowohl Unitarier als auch Universalist. Andere Unitarier waren Ebenezer Gay (1698–1787) in Hingham, Samuel West (1730–1807) in New Bedford, Thomas Barnard (1748–1814) in Newbury, John Prince (1751–1836) und William Bentley (1758–1819) in Salem sowie Aaron Bancroft (1755–1836) in Worcester.

### Konfessionsbildung
Die erste formelle unitarische Gemeinde in Nordamerika bildete sich jedoch erst 1782 in Boston, als die bis dahin anglikanische Gemeinde der King’s Chapel unter dem Einfluss von James Freeman (1759–1835) eine antitrinitarische/unitarische Gemeindeordnung übernahm und das bis dahin verwendete anglikanische Book of Common Prayer bis 1785 nach unitarischen Gesichtspunkten überarbeitet wurde. William Hazlitt, der 1783–1785 die USA bereiste, berichtete anschließend von mehreren unitarischen Gemeinden unter anderem in Philadelphia, Boston, Charleston, Pittsburgh, Hallowell und Cape Cod.
1792 wurden in Portland und Saco unitarische Gemeinden von Thomas Oxnard gegründet; 1801 konvertierte auch die von den reformierten/kongregationalistischen Pilgervätern begründete Gemeinde der First Parish Church in Plymouth zum Unitarismus. Der 1794 in die USA eingewanderte Joseph Priestley gründete im selben Jahr eine unitarische Kirche in Northumberland (Pennsylvania) sowie 1796 in Philadelphia. Seine Schriften waren von erheblicher Wirksamkeit für die weitere Ausgestaltung des nordamerikanischen Unitarismus. Die Gründung von unitarischen Gemeinden war Ausdruck einer gesellschaftlichen Hinwendung zu Toleranz und Rationalismus in den Jahren von etwa 1725 bis 1825, die sich auch am Harvard College zeigte. Erste sichtbare Spuren dieser Veränderung hinterließ 1805 die Ordination von Henry Ware (1764–1845) zum Professor of divinity am Harvard College.
Auch die theologische Fachliteratur nahm sich des Unitarismus an. So erschienen 1805 unitarische Bücher von John Sherman (1772–1828) und Hosea Ballou (1771–1852); 1810 von Noah Worcester (1758–1837). Anfang des 19. Jahrhunderts waren – bis auf eine Ausnahme – alle Bostoner Predigtstellen von Unitariern besetzt und etliche unitarische Zeitschriften und Organisationen veröffentlichten dort ihre Ansichten. Zur gleichen Zeit entstanden größere unitarische Kirchenbauten, darunter in New York City, Baltimore, Washington, D.C. und Charleston.
1800 wurde Joseph Stevens Buckminster Pfarrer der Brattle Street Church in Boston. Durch seine brillanten Predigten, seine literarische Tätigkeit und akademische Förderung des deutschen New Criticism verhalf er in der Folgezeit dem Unitarismus in Neuengland zu weiterem Wachstum. Buckminster stand in engem Kontakt zu William Ellery Channing (1780–1842), der 1803 nach Boston kam und bald zu einer Führungspersonen der unitarischen Bewegung avancierte. Zunächst eher mystisch als rationalistisch eingestellt, wandte er sich den „Catholic Christians“ – wie sie sich nannten – zu, die eine harmonische Vereinigung des Christentums mit dem Fortschritt der Zeit anstrebten. Seine Aufsätze Das System der Exklusion und der Denunziation in der Religion (1815) und Einwände gegen das unitarische Christentum – Unitarier. Kritisch betrachtet (1819) machten ihn zu einem Apologeten des Unitarismus. Seine Predigt über das Unitarische Christentum, gehalten 1819 in Baltimore anlässlich der Ordination von Jared Sparks, und die Abhandlung 1821 in New York Warum das unitarische Christentum am vorteilhaftesten für die Frömmigkeit ist machten ihn zu seinem führenden Interpreten. In der Folgezeit kam es innerhalb der kongregationalistischen Kirchenfamilien zu einer Spaltung, indem sich zahlreiche Gemeinden dem Unitarismus zuwandten. Die Emanzipierung unitarischer/antitrinitarischer Gemeinden innerhalb des Kongregationalismus der Neuenglandstaaten im frühen 19. Jahrhundert wird auch als Unitarian Controversy bezeichnet. Beschleunigt wurde diese Entwicklung durch die sogenannte Dedham-Entscheidung, in der der Oberste Gerichtshof des Bundesstaates Massachusetts entschied, dass die Mehrheit einer lokalen Kirchengemeinde (parish) das Recht haben solle, selbst über die Wahl des Pfarrers und über das Kircheneigentum zu entscheiden.
Im Jahr 1825 kam es in Boston schließlich zur Gründung der landesweiten American Unitarian Association (AUA). Dieser Schritt erfolgte, um „das Wissen und die Interessen des reinen Christentums zu verbreiten“ und zu fördern. Es wurden zahlreiche Traktate und Bücher herausgegeben, bedürftige Gemeinden unterstützt, Missionare entsandt und neue unitarische Kirchengemeinden in nahezu allen Bundesstaaten gegründet.
Die Missionsaktivitäten der AUA förderten die weitere Ausbreitung des Unitarismus in den gesamten Vereinigten Staaten. Wesentlich stärker für die Entwicklung des Unitarismus waren jedoch die Einflüsse aus Kultur und Literatur. Viele unitarische Geistliche entstammten anderen Denominationen; allerdings war die Harvard Divinity School von 1816 bis 1870 erklärtermaßen und grundsätzlich unitarisch, bis sie 1870 eine integrierte Abteilung der Universität wurde. Die Meadville (Pa.) Theological School wurde 1844 gegründet, 1904 die Unitarian Theological School at Berkeley (Kalifornien).

### Einfluss des Idealismus und Transzendentalismus
Die dritte Phase (1835–1885) war wesentlich beeinflusst durch den auf dem deutschen Idealismus fußenden Transzendentalismus, in zunehmendem Maße rationalistisch, obwohl ihre Theologie ebenfalls große Anteile von Mystizismus aufwies. Zu einem ersten Aufeinandertreffen von Vertretern des klassischen theologischen Unitarismus und des sich entwickelnden Transzendentalismus kam es schon ab 1838 während der sogenannten Miracles Controversy (Wunderkontroverse). Bereits im 19. Jahrhundert lösten sich erste Unitarier von ihren christlichen Wurzeln. Die 1865 gegründete National Unitarian Conference bestätigte jedoch klare christliche Grundsätze und formulierte, dass ihre Mitglieder „Jünger des Herrn Jesus Christus“ seien. Daraufhin bildete die rationalistische Minderheit eine freireligiöse Verbindung (Free Religious Association), „um das wissenschaftliche Studium der Theologie anzuregen und die Gemeinschaft im Geist zu fördern“. Die Western Unitarian Association übernahm diese Position und gründete eine „Gemeinschaft ohne dogmatische Prüfungen“, doch mit dem aufrichtigen Wunsch, die „Wahrheit, Rechtschaffenheit und Liebe in der Welt zu verbreiten“.
Diese Periode der Kontroverse und der aktiven theologischen Gestaltung endete bald nach 1885. Ihr Ende wurde von der nationalen Konferenz 1894 in Saratoga bestätigt, auf der einstimmig beschlossen wurde: „Diese Kirchen halten sich an die Religion Jesu, in Übereinstimmung mit seinen Lehren, dass die praktische Religion sich in der Liebe zu Gott und dem Menschen äußert. Die Konferenz erkennt die Tatsache an, dass ihre Verfassung auf die Gemeinde in Tradition und Gegenwart ist. Daher erklärt sie, dass nichts in dieser Verfassung als autoritärer Test gelten soll; und wir laden herzlich jene in unsere Gemeinschaft ein, die sich von uns im Glauben unterscheiden oder eine allgemeine Sympathie zu unserem Sinn und unseren praktischen Zielen hegen.“ Der Beschluss von Saratoga mit seinem Bekenntnis zum Christentum sollte bis 1959 in Kraft bleiben. Wortführer der transzendentalen Seite waren Ralph Waldo Emerson mit seinem Idealismus und Theodore Parker mit seiner Sicht des Christentums als absoluter Religion. Ein Wortführer des klassischen Unitarismus jener Zeit war u. a. Andrews Norton.

### Hinwendung zum Rationalismus
Die vierte Phase begann etwa 1885 als Periode des Rationalismus, der nun nicht mehr allein unter christlichen Gesichtspunkten verstanden wurde. Eine Mehrheit der amerikanischen Unitarier löste sich zunehmend von einem allein christlich-antitrinitarischen Verständnis und verstand sich stattdessen stärker als universale Religion, wohl aber in dem ethischen Anspruch, die höheren Ziele des Christentums zu verwirklichen. Sie war gekennzeichnet durch Einheitlichkeit, Wachstum in der Zahl der Kirchen und eine wachsende Gemeinschaft mit anderen ähnlich gesinnten Bewegungen.
Diese Phase fand ihre Gestalt in der Gründung des Internationalen Rates unitarischer und anderer freireligiöser Denker und Arbeiter in Boston am 25. Mai 1900, „um eine Verbindung zu den Menschen aller Länder zu knüpfen, die sich mühen, die reine Religion mit der vollkommenen Freiheit zu vereinigen, und die Gemeinschaft und Zusammenarbeit zu fördern.“ Dieser Rat tagte im Zweijahresrhythmus in London, Amsterdam, Genf und Boston. Nach 1885, als der Einfluss Emersons wuchs, wurde der Unitarismus durch die stärker am Positivismus orientierten Ansichten Minot Judson Savages geprägt und fand seine Führer in Darwin und Spencer. Dennoch verstand auch Savage sich weiterhin als christlich und hatte auch den Beschluss von Saratoga mitunterzeichnet.
Die Zahl unitarischer Kirchen in den USA betrug 1909 461, mit 541 Geistlichen bei einer Kirchenmitgliedschaft von rund 100.000. Die Zeitschriften waren: The Christian Register, wöchentlich, Boston; Unity, wöchentlich, Chicago; The Unitarian, monatlich, New York; Old and New, monatlich, Des Moines; Pacific Unitarian, San Francisco. Über die eigenen Grenzen hinaus erreichte die Gemeinschaft Anerkennung durch die Publikationen Henry Whitney Bellows’, Edward Everett Hales, den einflussreichen James Freeman Clarke und die Popularität Robert Collyers.

### Zusammenschluss mit den Universalisten
1961 vereinigte sich die American Unitarian Association mit der Universalist Church of America zur Unitarian Universalist Association of Congregations (UUA). Die UUA versteht sich nicht mehr als genuin christliche, sondern als für alle Menschen offene Religionsgemeinschaft. Bereits vor dem Zusammenschluss der US-amerikanischen Unitarier und Universalisten gründete sich 1945 die Unitarian Universalist Christian Fellowship (UUCF), die sich zur Aufgabe gemacht hat, die verbleibenden Christen unter den Unitarier-Universalisten zu betreuen. Entsprechende Ziele verfolgt die zu Beginn der 1990er Jahre gegründete Unitarian Universalist Buddhist Fellowship (UUBF), die die Buddhisten unter den Unitarier-Universailsten betreut.
2004 wurde der Red River Unitarian Universalist Church in Denison (Texas) die staatliche Steuerfreiheit verweigert, weil die Kirche angeblich „kein Glaubenssystem“ habe. Dieser in der Geschichte der Vereinigten Staaten wohl einmalige Fall, dass einer unitarischen Kirche dieser Status wegen Glaubensfragen verweigert wurde, wurde später wieder rückgängig gemacht.

### Neugründungen
Neben der UUA sind im 21. Jahrhundert neuere Organisationen entstanden, die wieder einen genuin christlichen Unitarismus vertreten, wie z. B. die Unitarian Christian Church of America. Einen theologischen Unitarismus vertritt die 2019 gegründete Unitarian Christian Alliance.